# Mark-46-Leichtgewichtstorpedo
Der Mark-46-Leichtgewichtstorpedo ist ein Torpedo, der von der United States Navy entwickelt wurde und heute der NATO-Standard für Torpedos auf Überwasserschiffen und Helikoptern (U-Jagd) ist. Hersteller ist Alliant Techsystems.

## Geschichte
1966 wurde der Mod 0 des Mark 46 in Dienst gestellt, der bis heute mehrmals verbessert wurde und 2006 im Mod 6 vorlag. Die letzte wesentliche Neuerung war der Mod 5A(S) aus dem Jahre 1989 mit verbesserter Leistung in Flachwassergebieten.

## Einsatz
Der Einsatz des Torpedos erfolgt von Überwasserschiffen, Hubschraubern und Seefernaufklärern aus. Außerdem wird der Mark 46 im ASROC-System und der Mark 60 CAPTOR eingesetzt. Neben der US Navy nutzen 26 weitere Marinen das System, darunter auch die Fregatten der Bremen und Brandenburg-Klasse der Deutschen Marine.